# بيتر غلاسر
بيتر غلاسر (بالتشيكية: Petr Glaser)‏ (30 يوليو 1988 في التشيك - ) هو لاعب كرة قدم تشيكي في مركز الوسط. لعب مع زبرويوفكا برنو وسبارتا براغ وFK Baník Sokolov ‏.

## وصلات خارجية
- بيتر غلاسر على موقع قاعدة بيانات كرة القدم.إي يو (الإنجليزية)
- بيتر غلاسر على موقع Soccerway.com (الإنجليزية)